# Cocollona
La Cocollona és una criatura pròpia de la mitologia de Girona. Es tracta d'un animal semblant a un cocodril amb ales de papallona que nasqué de la metamorfosi d'una monja acusada de ser poc devota. Segons la llegenda, la monja va ser tancada en una masmorra del monestir que només tenia sortida al riu Onyar. Amb el pas dels anys, la mala alimentació i la clausura va provocar que a la monja se li cobrís la pell d'escates fins a convertir-se en una mena de cocodril. Tot i això, la seva santedat va provocar que, malgrat el seu aspecte, li sortissin dues precioses ales de papallona a l'esquena.
Temps després de la mort de la criatura, el seu fantasma va començar a aparèixer pel mateix riu Onyar. Més o menys allà on va començar-se a veure, entre el Pont de Pedra i el Pont de les peixateries velles. Avui en dia, tan sols en les nits de lluna plena, la gent sensitiva pot arribar a intuir la translúcida figura de la Cocollona.

## Origen de la llegenda
Realment estaríem parlant d'una llegenda apòcrifa, d'un relat creat en forma de llegenda i que es procura que es propagui com a tal. L'origen el tenim en una colla de gironins, a l'entorn de l'Assemblea Democràtica d'Artistes de Girona. En Carles Vivó sens dubte en devia tenir una bona responsabilitat, però també personatges de la nit intel·lectual i artística gironina com en Damià Escuder i d'altres.
Amb tot, l'origen del relat es fa a partir del propi nom del personatge protagonista, la Cocollona. Va ser l'Emili Massanas qui va introduir el nom que va ser el catalitzador de la llegenda. El nom havia sortit el 1968 a Mollerussa, quan un nebot d'en Mili Massanas aprenent a dir les paraules «papallona» i «cocodril» es va fer un embolic i va acabar dient «cocollona». Aquest fet va fer molta gràcia a la família i especialment a l'Emili, que tot sovint en feia esment. Fins al dia que amb els seus amics decidiren de fer-ne un relat, que publicaren a la revista La Xinxeta, essent-ne la primera referència escrita.